# Hamaticherus bellator
Hamaticherus bellator là một loài bọ cánh cứng trong họ Cerambycidae.